# Josua Antonio Mejías García
Josua Antonio Mejías García   (Valencia, 9 de juny de 1997), més conegut com a Josua Mejías, és un futbolista veneçolà que juga com a defensa central i actualment milita al Beitar Jerusalem FC.